# ラハティL-35
ラハティL-35は、アイモ・ラハティによって設計され、VKT(Valtion Kivääritehdas)で製造された軍用自動拳銃。

## 概要
試作型L-29、L-31に続き1935年にL-35が造られた。1935年から1952年までに約9,000丁が製造され、4つの生産シリーズに分けられる。撃発は内蔵された撃鉄（ハンマー）によって行われる。寒さと汚れに対する信頼性向上のため、ボルトアクセラレイター（遊底増速機能）を備え、少数だが着脱式ストックも生産された。
冬戦争から実戦投入され、1980年代にFNブローニング・ハイパワーDAが採用されるまで、フィンランド軍で使用された。
また、1950年代には民間へも販売された。 

## 生産シリーズ
第1シリーズ
1941年までに生産された。
第2シリーズ
1941年から1942年まで生産された。
第3シリーズ
フィンランド軍向け最終生産型。
第4シリーズ
民間・輸出用。

## ハスクバーナ m/40
スウェーデン軍用に、ハスクバーナ（Husqvarna）社でライセンス生産された型。1940年スウェーデン軍に採用され、1946年までに約100,000丁製造された。
スウェーデン軍用の9mmパラベラム弾は寒冷地対策として火薬の量を増した強装弾であるため耐久性向上の改良されている。1980年代に老朽化でヒビが入り始めたが軍内に拳銃不要論があり補充されず、保管されていたFNブローニングM1903(軍制式名m/07)で補完していた。しかし不足分は補えず兵士の私品の持ち込みを認めて補っていた。1990年にグロック17(軍制式名m/88)とグロック19(軍制式名m/88B)の採用をもって順次引退した。